# Пининский, Леон
Леон Ян Пини́нский (пол. Leon Jan Piniński; 8 марта 1857, Львов — 4 апреля 1938, там же) — граф, польский государственный и общественно-политический деятель, наместник Галиции, дипломат, историк искусства, профессор римского права, доктор honoris causa и ректор университета Яна Казимира во Львове (1928/1929). Член Польской академии знаний. Коллекционер. Меценат.

## Биография
Получил домашнее образование, изучал право во Львовском университете. Затем продолжил обучение в университетах Лейпцига, Берлина и Вены.
С 1891 — профессор римского права университета Яна Казимира во Львове .
Впоследствии занялся политической деятельностью. Консерватор. В 1889—1898 избирался послом (депутатом) Государственного Совета Австрии в Вене. В 1894—1898 — член Галицкого сейма во Львове.
С 1898 по 1903 — наместник австрийской провинции Королевство Галиции и Лодомерии. Вел энергичную борьбу с украинским национализмом и социалистическим движением.
В 1903 был отозван с занимаемого поста, однако сохранил за собой пожизненное членство в австрийской палате господ.
После окончания Первой мировой войны посвятил себя искусству и коллекционированию. Совершил ряд путешествий, во время которых написал лучшие свои научные работы.
Богатые собрания передал в дар Вавелю, в том числе более 350 картин, главным образом, работы итальянских и голландских мастеров живописи, Оссолинеуму. В 1940 оставшаяся после смерти Леона Пининского часть коллекции была национализирована и находится сейчас во Львовской галерее искусств.
После обретения независимости Польши Л. Пининский вернулся к научной деятельности. Работал профессором римского права во Львовском университете, в 1928—1929 — ректором университета. Ему было присвоено звание доктора honoris causa университета во Львове.
Почетный гражданин городов: Львов, Дрогобыч, Тарнув, Новы-Сонч, Новы-Тарг, Ясло.
Умер во Львове и похоронен на Лычаковском кладбище.